# Estació de Barcelona-Sants
Barcelona-Sants (Adif) i Sants Estació (metro), per antonomàsia Sants, és un intercanviador de ferrocarril d'Adif i del metro de Barcelona situat al barri de Sants (Sants-Montjuïc) a la ciutat de Barcelona. És la principal estació ferroviària de la ciutat, on fan parada la majoria de les línies de rodalia, regionals i de llarga distància que circulen per Catalunya, connectant-la amb la resta d'Espanya i amb França. Disposa d'accessos a la plaça dels Països Catalans i la Plaça Joan Peiró.
Hi circulen les línies de rodalia R1, R2, R3, R4 i RG1 connectant Barcelona amb Mataró, Granollers, Vic, Sabadell, Terrassa, Manresa, Martorell, Vilafranca i Vilanova i la Geltrú, com a nuclis de proximitat més importants. També les línies regionals R11, R13, R14, R15, R16, R17 enllaçant la ciutat amb Girona, Figueres, Cervera, Lleida, Montblanc, Valls, Reus, Tarragona i Tortosa/Ulldecona, entre d'altres, a més de serveis de mitjana distància de Renfe i Avant. Les línies de llarga distància uneixen l'estació amb Perpinyà, Montpeller, Marsella, París, Saragossa, Bilbao, Vigo, Madrid, València, Alacant i Sevilla sota les denominacions de TGV, AVE, Euromed, Alvia, Intercity, Avlo, Ouigo i Iryo.
L'estació de metro antigament s'havia anomenat Roma (L5) i Roma Renfe (L3). L'empresa MZA utilitzava el terme Barna-Sants.
L'any 2016 va ser l'estació d'ADIF amb més passatgers de Catalunya: 8.331.600 arribades i sortides de passatgers de trens AVE, llarga distància o Avant; 1.783.000 entrades de passatgers de trens regionals i 14.195.000 entrades de passatgers de rodalia de Barcelona. Per la seva banda, a l'estació del metro s'hi van comptabilitzar 10.113.973 entrades.

## Línia
ADIF
- Línia 050 (LAV Madrid-Barcelona-Perpinyà)
- Línia 200 (Madrid-Barcelona)
- Línia 220 (Barcelona - Lleida-Almacelles)

Metro de Barcelona
- Línia 3 (Zona Universitària - Trinitat Nova)
- Línia 5 (Cornellà Centre - Vall d'Hebron)

## Història

### Estació de Sants
La construcció de la línia ferroviària entre Barcelona i Molins de Rei va suposar la construcció d'una primera estació el 1854 al seu pas per la població de Sants, al costat de la fàbrica de tèxtil de l'Espanya Industrial.
El 1882 amb la reordenació de les línies ferroviàries cap a Barcelona es desplaça l'estació cap a l'est (a la Plaça de Sants) esdevenint l' estació terminal de la línia Barcelona-Martorell-Vilafranca-Tarragona, després de traslladar l'estació terminal del centre a la plaça de Catalunya al barri de Sants. Va ser explotada per primer cop per la Societat del Ferrocarril de Valls a Vilanova amb la línia Barcelona-Martorell-Vilafranca-Tarragona. Al llarg de la història diverses empreses es van encarregar de la gestió del recinte, entre les quals destaquen TBF i MZA.

### Arribada del Metro Transversal i reforma de l'estació
El 1922 es va inaugurar la línia del Metro Transversal (actualment la Línia 1 del metro de Barcelona, que passava per l'estació).
El 1936 es reforma l'estació situant les andanes a un nivell inferior. El 1948 s'inaugura un nou edifici d'acces a peu de carrer.

### Estació central de Barcelona
El 15 de març del 1967 una ordre ministerial va aprovar la creació d'un nou pla d'enllaços ferroviaris a Barcelona amb el propòsit d'integrar de forma més eficaç la ciutat a la xarxa. Per aquest propòsit es va acordar la creació de la nova estació de viatgers de Sants entre altres iniciatives.
Amb la inauguració la línia 5 del metro entre Coll-blanc i Diagonal el 1969, es posa en servei l'estació de metro de Sants, amb la previsió d'una connexió amb la futura estació de ferrocarril.
L'any 1977 es va construir l'enllaç entre Plaça Catalunya i l'estació de Sants. Sobre l'edifici de l'estació hi ha un aparcament i un hotel.
El 1979 es posava en servei la nova estació
El 2007, l'estació va quedar integrada a la xarxa d'Alta Velocitat Espanyola amb la finalització de la línia Barcelona-Madrid.
Al voltant del 2019 hi hagué una polèmica perquè el Col·legi d'Arquitectes de Catalunya va denunciar que una clàusula per a la licitació de les obres de "reordenació de l'estació de Sants que obligava l'empresa adjudicatària a tenir una oficina tècnica plenament operativa dins de l'àrea metropolitana de Madrid". El Tribunal Administratiu Central de Recursos Contractuals, el qual depèn del Ministeri d'Hisenda, els donà la raó i va fer que s'eliminés la clàusula exigida per ADIF.

## Distribució de les vies
L'estació compta, després de les obres fetes entre 2003 i 2008, amb 14 vies, 6 d'ample internacional (1 a 6) i 8 d'ample ibèric. Des del 20 de febrer de 2008 funcionen totes les vies.
| Via   | Línies - Principals destinacions | Observacions                                       |
| ----- | --- | -------------------------------------------------- |
| 1-6   | TGV: París Gare de Lyon AVE: Figueres-Vilafant, Marsella Saint Charles AVE: Madrid-Atocha / Sevilla / Málaga / Granada Euromed: Figueres-Vilafant Euromed: València-Nord / Alacant Terminal Avant:Figueres-Vilafant Avant: Lleida Pirineus Alvia:Bilbao-Abando / A Coruña / Vigo Intercity: Pamplona Avlo:Figueres-Vilafant Avlo: Madrid-Puerta de Atocha Ouigo: Madrid-Puerta de Atocha Iryo: Madrid-Puerta de Atocha/Sevilla | Via LAV Madrid-Barcelona-Figueres-Perpinyà         |
| 7-8   | L'Hospitalet de Llobregat / Molins de Rei L'Hospitalet de Llobregat Martorell / Vilafranca del Penedès / Sant Vicenç de Calders | Trens procedents de Barcelona - Plaça de Catalunya |
| 9-10  | Figueres / Portbou Mataró / Arenys de Mar / Calella / Blanes / Maçanet-Massanes Granollers-Canovelles / La Garriga / Vic / Ripoll / Ribes de Freser / Puigcerdà / La Tor de Querol Terrassa / Manresa | Trens cap a Barcelona - Plaça de Catalunya         |
| 11-12 | Castelldefels Aeroport Vilanova i la Geltrú / Sant Vicenç de Calders Lleida Pirineus Reus / Mora la Nova / Flix / Riba-roja d'Ebre Tortosa / Vinaròs / València-Nord Port Aventura Casp / Saragossa-Delicias / Madrid-Chamartín Intercity: València-Nord / Alacant Terminal / Múrcia/ Cartagena / Cádiz | Trens procedents de Barcelona - Passeig de Gràcia  |
| 13-14 | Granollers Centre Sant Celoni / Maçanet-Massanes Barcelona-Estació de França Girona / Figueres / Portbou / Cervera de la Marenda Barcelona-Estació de França | Trens cap a Barcelona - Passeig de Gràcia          |

## Serveis ferroviaris

### Trens de Rodalia
| Procedència/Destinació                                  | <                         | Línia | >                  | Procedència/Destinació                                                                      |
| ------------------------------------------------------- | ------------------------- | ----- | ------------------ | ------------------------------------------------------------------------------------------- |
| Rodalia de Barcelona                                    |                           |       |                    |                                                                                             |
| Molins de Rei L'Hospitalet de Llobregat                 | L'Hospitalet de Llobregat |       | Plaça de Catalunya | Mataró Arenys de Mar Calella Blanes Maçanet-Massanes                                        |
| Castelldefels                                           | Bellvitge                 |       | Passeig de Gràcia  | Granollers Centre                                                                           |
| Aeroport terminal ²                                     | Bellvitge                 |       | Passeig de Gràcia  | Sant Celoni Maçanet-Massanes                                                                |
| Sant Vicenç de Calders Vilanova i la Geltrú             | Bellvitge Gavà3           |       | Passeig de Gràcia  | Estació de França                                                                           |
| L'Hospitalet de Llobregat                               | L'Hospitalet de Llobregat |       | Plaça de Catalunya | Granollers-Canovelles La Garriga Vic Ripoll / Ribes de Freser Puigcerdà / La Tor de Querol¹ |
| Sant Vicenç de Calders Vilafranca del Penedès Martorell | L'Hospitalet de Llobregat |       | Plaça de Catalunya | Terrassa Manresa                                                                            |
| Rodalia de Girona                                       |                           |       |                    |                                                                                             |
| L'Hospitalet de Llobregat                               | L'Hospitalet de Llobregat |       | Plaça de Catalunya | Figueres Portbou                                                                            |

1. Regionals cadenciats

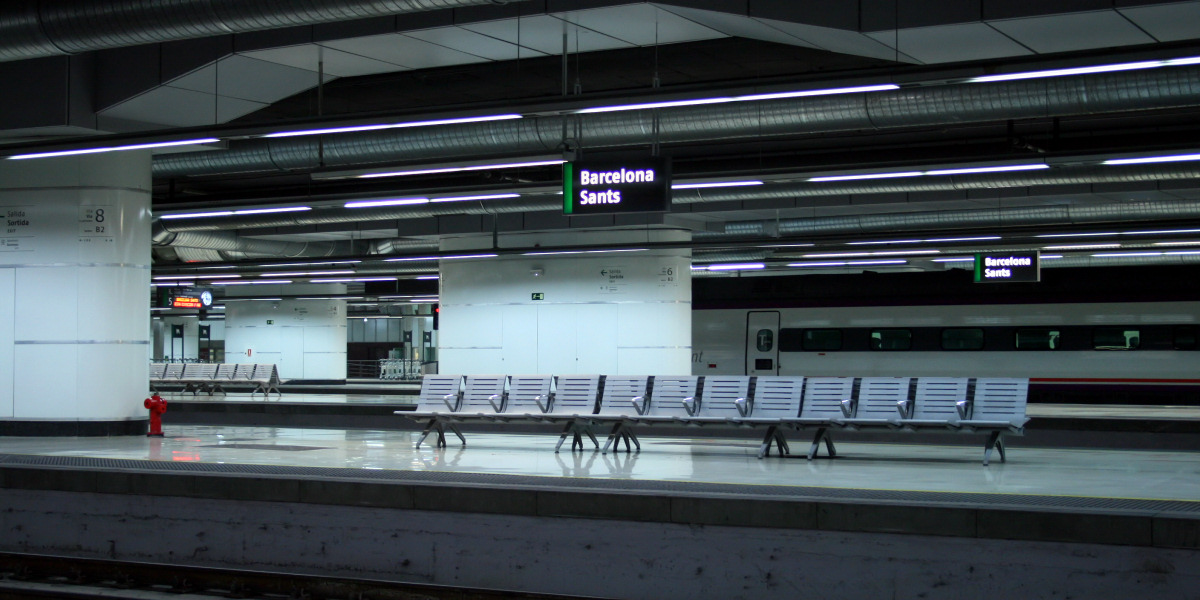
Andana i panell amb el nom de l'estació

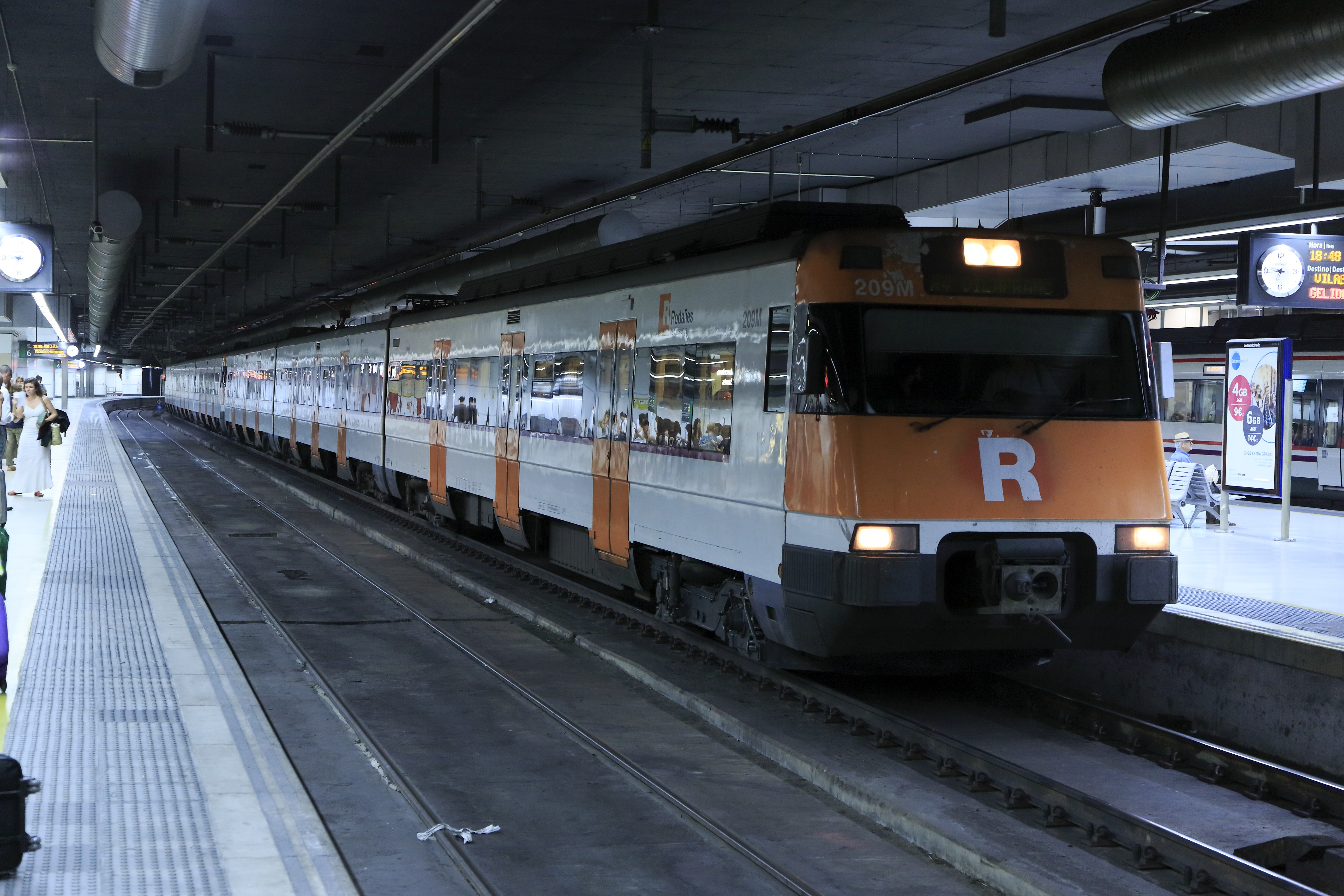
A la via 7, tren de la línia de rodalia R4 amb destinació Vilafranca

2. Capçalera d'aquesta línia per a 2/3 trens diaris per sentit amb destinació o origen Maçanet-Massanes, aquesta destinació es complementa amb trens regionals cadenciats amb destinació Cervera de la Marenda o origen Portbou.
3. Alguns trens de rodalia de la R2 Sud no efectuen parada entre Gavà i Sants, sent la següent o anterior Gavà.
4. Aquest recorregut de l'R2 és provisional fins al 2011 fruit de les obres a Sant Andreu Comtal, per veure quins són els canvis que hi ha hagut vegeu R2 i R10.

### Trens Regionals
| Serveis regionals de Rodalies de Catalunya |                                              |       |                             |                                                 |
| Procedència/Destinació                     | <                                            | Línia | >                           | Procedència/Destinació                          |
| terminal                                   | terminal                                     |       | Barcelona-Passeig de Gràcia | Girona Figueres Portbou / Cervera de la Marenda |
| Lleida-Pirineus                            | Vilanova i la Geltrú Sant Vicenç de Calders¹ |       | Barcelona-Passeig de Gràcia | Barcelona-Estació de França                     |
| Lleida-Pirineus                            | Vilanova i la Geltrú Sant Vicenç de Calders¹ |       | Barcelona-Passeig de Gràcia | Barcelona-Estació de França                     |
| Reus Móra la Nova Flix Riba-roja d'Ebre    | Vilanova i la Geltrú Sant Vicenç de Calders¹ |       | Barcelona-Passeig de Gràcia | Barcelona-Estació de França                     |
| Tortosa Vinaròs València-Nord              | Vilanova i la Geltrú Sant Vicenç de Calders¹ |       | Barcelona-Passeig de Gràcia | Barcelona-Estació de França                     |
| Port Aventura                              | Vilanova i la Geltrú Sant Vicenç de Calders¹ |       | Barcelona-Passeig de Gràcia | Barcelona-Estació de França                     |
| Casp Saragossa-Delicias Madrid-Chamartín   | Sant Vicenç de Calders                       |       | Barcelona-Passeig de Gràcia | Barcelona-Estació de França                     |
| terminal                                   | terminal                                     | Avant | Girona                      | Figueres-Vilafant                               |
| Lleida Pirineus                            | Camp de Tarragona                            | Avant | terminal                    | terminal                                        |

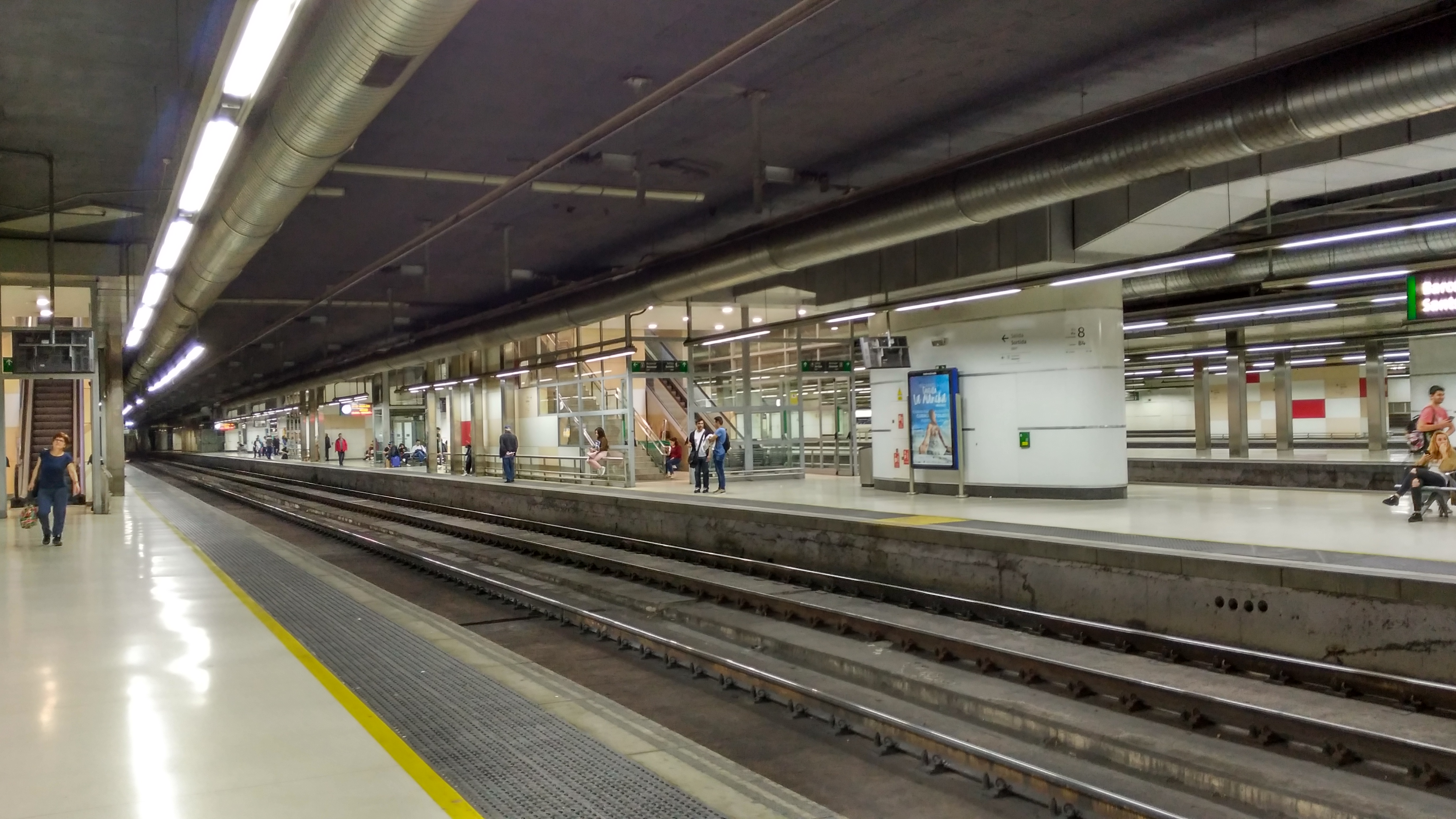
Andanes de les vies 8 i 9

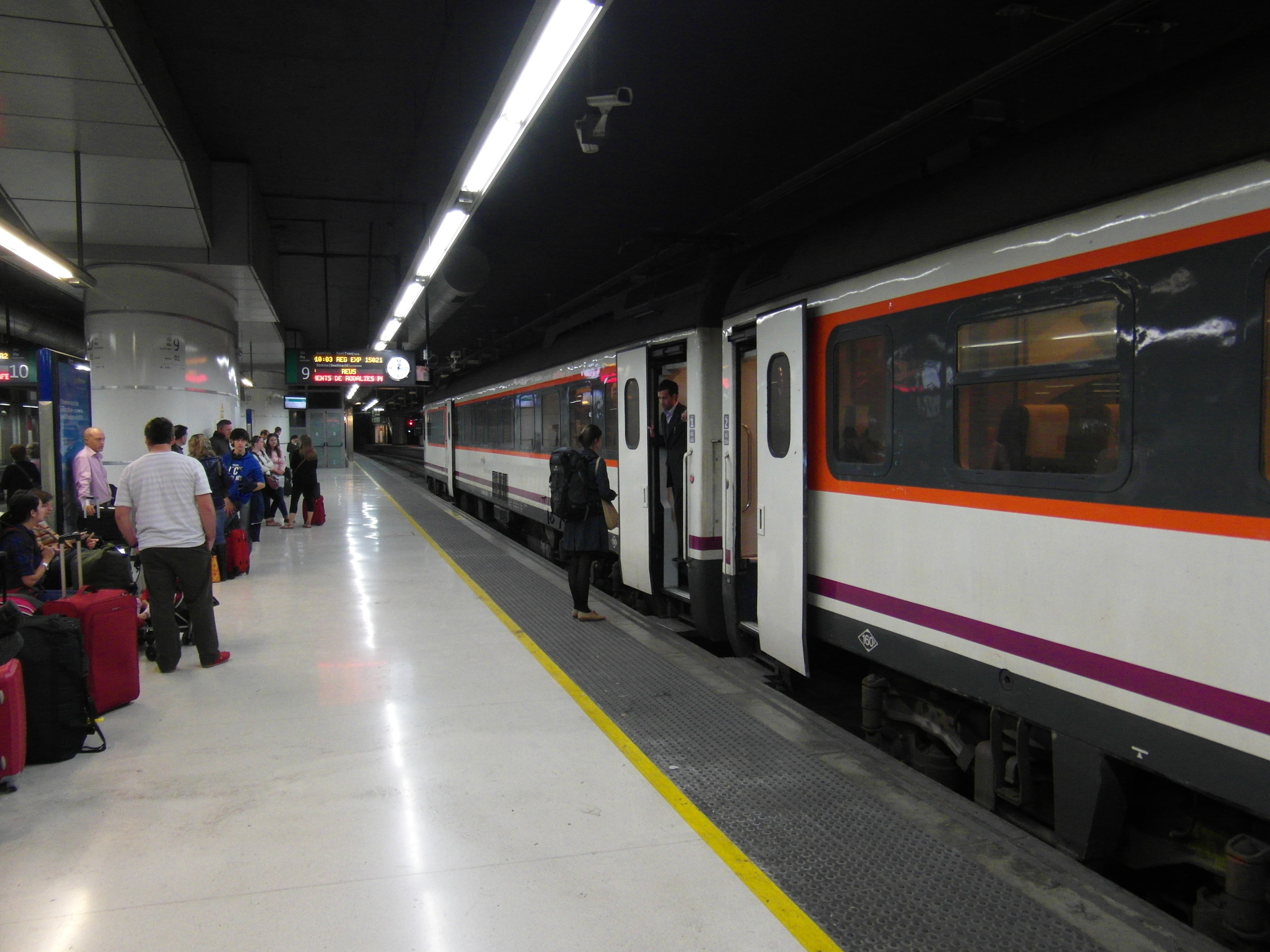
A la via 9, tren de la línia regional R15 amb destinació Reus

1. Alguns regionals no efectuen parada a Vilanova i la Geltrú, sent la següent o anterior Sant Vicenç de Calders.

1. A causa de les obres de la LAV temporalment tots els trens de les línies R13, R14, R15, R16, R17 i Ca6, finalitzen el seu recorregut a l'Estació de França.

### Trens de Llarga Distància

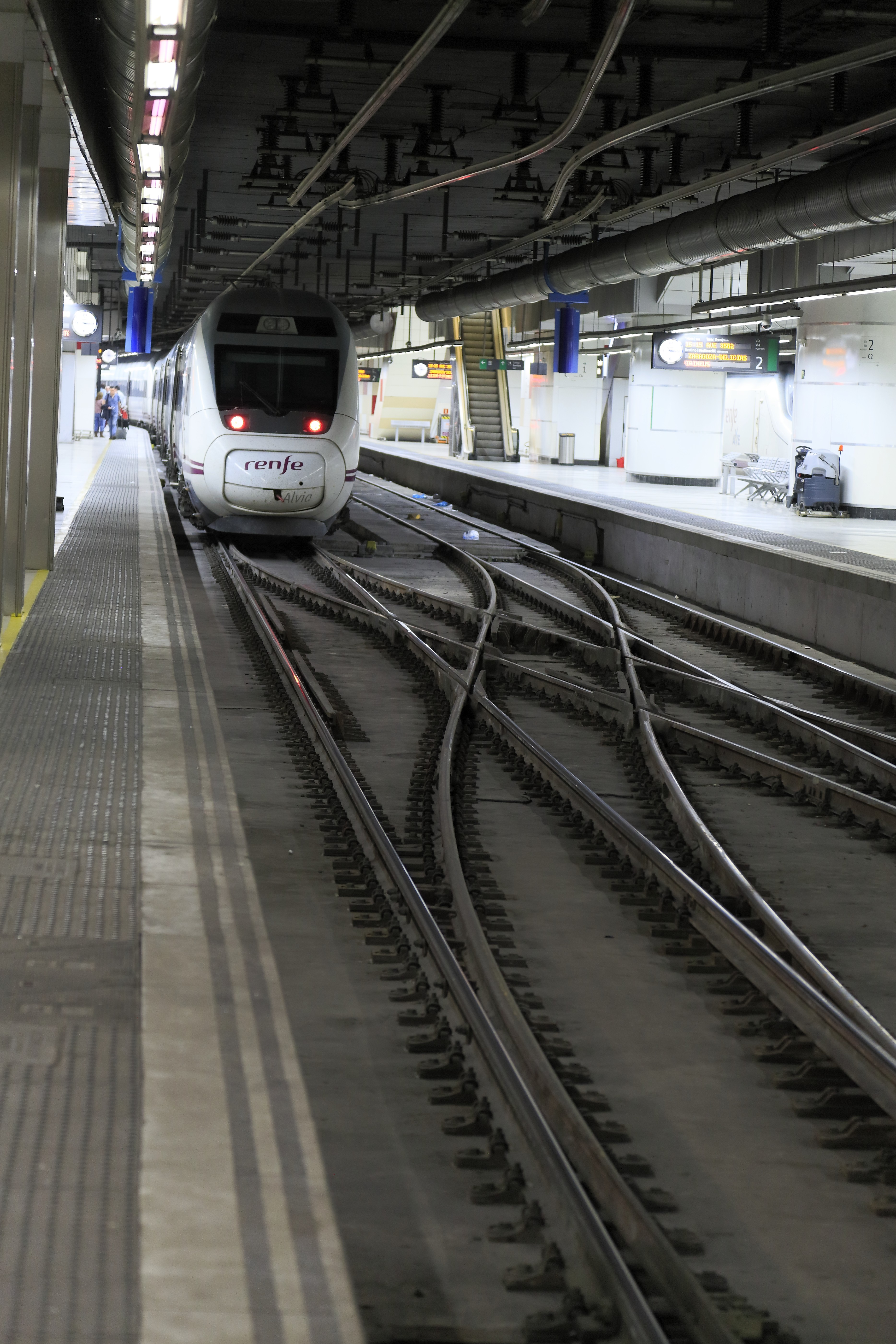
Tren Alvia direcció Bilbao, a la via 3

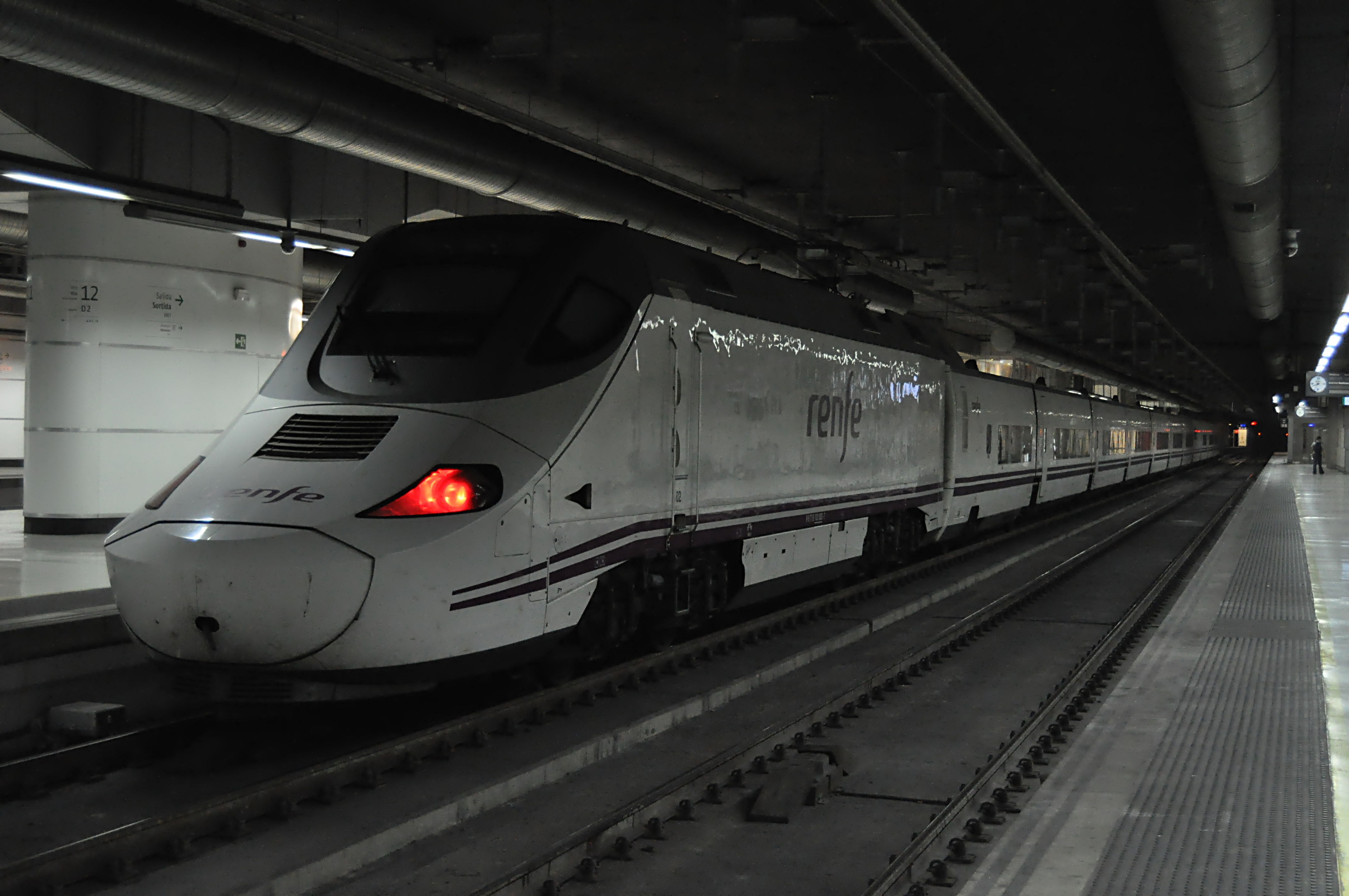
Tren clase 102 a la via 12 per serveis de llarga distància

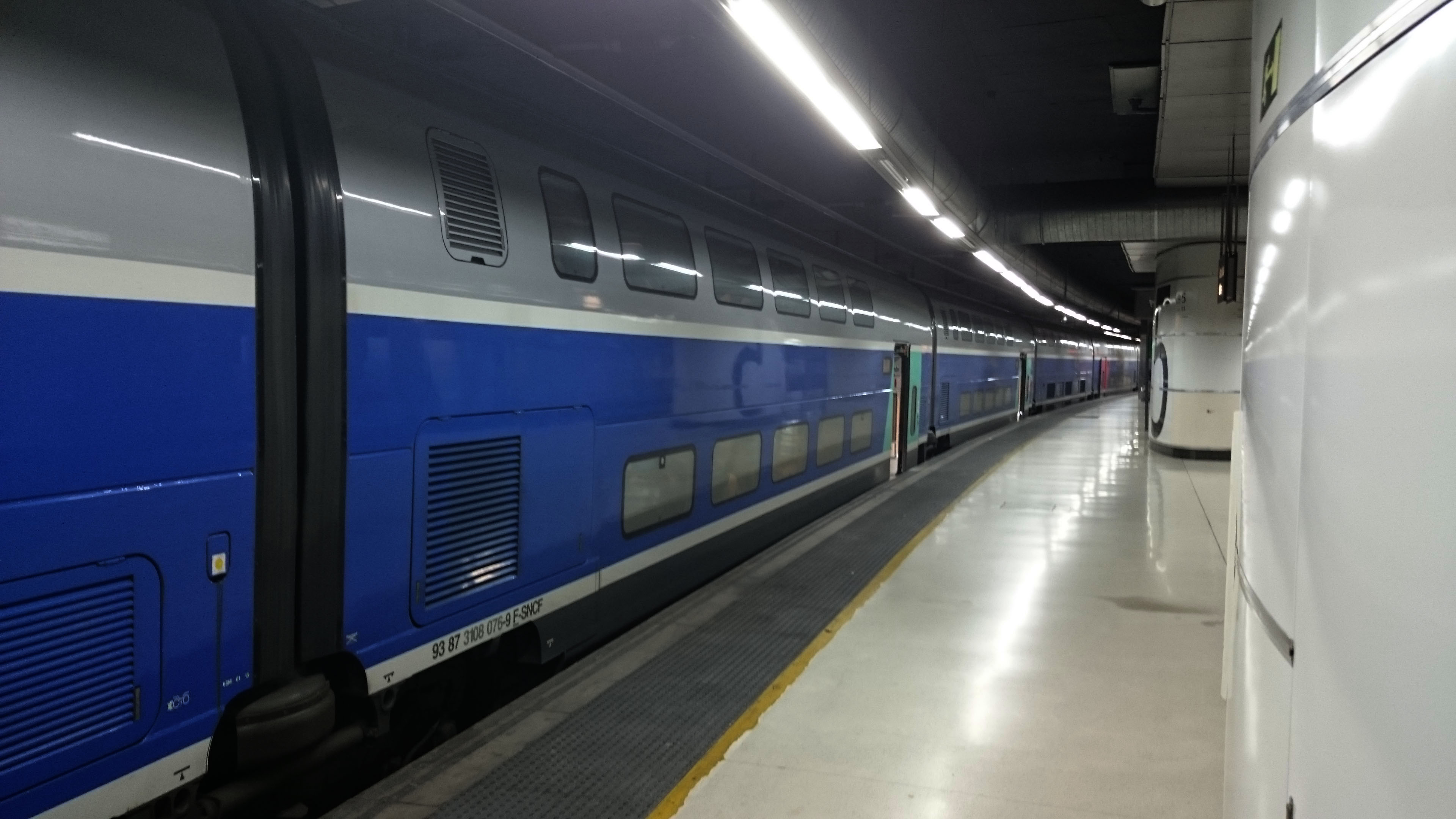
TGV a la via 5 per serveis cap a Lió o Marsella

| Tipus de Tren                            | <<                        | >> | Principals parades intermèdies | Observacions                                        |
| ---------------------------------------- | ------------------------- | --- | --- | --------------------------------------------------- |
| Trens d'ample Internacional (Vies 1 a 6) |                           | | |                                                     |
|                                          | terminal                  | París | Girona · Figueres-Vilafant · Perpinyà · Narbona · Besiers · Montpeller · Nimes · Valence TGV | 2 trens diaris per sentit                           |
|                                          | Figueres-Vilafant         | Madrid-Puerta de Atocha                                                                                                 | Girona · Barcelona-Sants · Camp de Tarragona · Saragossa-Delicias · Calataiud· Guadalajara-Yebes | 8 trens diaris per sentit                           |
| Madrid- Puerta de Atocha                 | Marseille - Saint Charles | Girona · Figueres · Perpinyà · Narbona · Besiers · Montpeller · Nimes · Avinyó · Ais de Provença                        | 1 tren diari per sentit |                                                     |
| terminal                                 | Madrid-Puerta de Atocha   | Camp de Tarragona · Lleida-Pirineus · Saragossa-Delicias · Calataiud · Guadalajara-Yebes                                | 21 trens diaris per sentit |                                                     |
| terminal                                 | Sevilla-Santa Justa       | Camp de Tarragona · Lleida-Pirineus · Saragossa-Delicias · Ciudad Real-Central · Puertollano · Còrdova-Central          | 2 trens diaris |                                                     |
| terminal                                 | Málaga-María Zambrano     | Camp de Tarragona · Lleida-Pirineus · Saragossa-Delicias · Còrdova-Central · Puente Genil-Herrera · Antequera-Santa Ana | 1 tren diari per sentit |                                                     |
| terminal                                 | Lió-Part Dieu             | Girona · Figueres · Perpinyà · Narbona · Besiers · Montpeller · Nimes · Valence-en-Brie                                 | 1 tren diari per sentit |                                                     |
| Euromed                                  | Figueres-Vilafant         | València-Joaquim Sorolla Alacant-Terminal                                                                               | Figueres-Vilafant - Girona - Barcelona-Sants- Camp de Tarragona · Castelló de la Plana · València-Joaquim Sorolla | 7 trens diaris per sentit                           |
| Alvia                                    | terminal                  | Bilbao-Abando | Camp de Tarragona · Lleida Pirineus · Saragossa-Delicias · Tudela · Castejón · Alfaro · Calahorra · Logronyo · Haro · Miranda de Ebro · Llodio | 2 trens diaris                                      |
| Alvia                                    | terminal                  | Irun | Camp de Tarragona · Lleida Pirineus · Saragossa-Delicias · Tudela · Castejón · Tafalla · Pamplona · Alsasua · Zumárraga · Tolosa · San Sebastià | 2 trens diaris                                      |
| Alvia                                    | terminal                  | Vigo | Camp de Tarragona · Lleida Pirineus · Saragossa-Delicias · Tudela · Castejón de Ebro · Tafalla · Pamplona · Vitòria/Gasteiz · Miranda de Ebro · Burgos · Palència · Sahagun · Lleó · Astorga · Bembibre · Ponferrada · O Barco de Valdeorras · A Rúa-Petin · San Clodio-Quiroga · Monforte de Lemos · Ourense-Empalme · O Porriño · Redondela | 1 tren diari Enllaç amb trens a Gijón i la Corunya. |
| Avlo                                     | Figueres-Vilafant         | Madrid-Puerta de Atocha                                                                                                 | Girona · Barcelona-Sants · Camp de Tarragona · Lleida Pirineus· Saragossa-Delicias · Calataiud· Guadalajara-Yebes | 4 trens diaris per sentit                           |
| Ouigo                                    | terminal                  | Madrid-Puerta de Atocha                                                                                                 | Saragossa-Delicias | 5 trens diaris per sentit                           |
| Iryo                                     | terminal                  | Madrid- Puerta de Atocha                                                                                                | Tarragona-Camp de Tarragona · Saragossa-Delicias | 14 trens diaris per sentit                          |
| Iryo                                     | terminal                  | Sevilla-Santa Justa | Saragossa-Delicias · Madrid-Puerta de Atocha · Còrdova-Central | 2 trens diaris per sentit                           |
| Trens d'ample Ibèric (Vies 11 i 12)      |                           | | |                                                     |
| Intercity                                | terminal                  | València-Nord Alacant-Terminal                                                                                          | Tarragona · Cambrils · L'Aldea-Amposta · Vinaròs · Castelló de la Plana · València-Nord | 1 tren diari per a cada capçalera                   |
| intercity                                | terminal                  | Múrcia del Carmen | Tarragona · Cambrils · L'Aldea-Amposta · Vinaròs · Castelló de la Plana · València-Nord · Xàtiva · Alacant-Terminal · Elx-Parc | 1 tren diari                                        |
| Intercity                                | terminal                  | Cartagena | Tarragona · Cambrils · L'Aldea-Amposta · Vinaròs · Castelló de la Plana · València-Nord · Xàtiva · Alacant-Terminal · Elx-Parc · Múrcia del Carmen |                                                     |
| Intercity                                | terminal                  | Lorca-Sutullena | Tarragona · Cambrils · L'Aldea-Amposta · Vinaròs · Castelló de la Plana · València-Nord · Xàtiva · Alacant-Terminal · Elx-Parc · Múrcia del Carmen | 1 tren diari                                        |
| Intercity                                | Barcelona-França          | Sevilla-Santa Justa | Tarragona · Cambrils · L'Aldea-Amposta · Vinaròs · Benicarló-Peníscola · Castelló de la Plana · València-Nord · Xàtiva · Albacete · Villarrobledo · Socuellamos · Alcázar de San Juan · Manzanares · Valdepeñas· Vilches · Linares-Baeza · Còrdova Central                                                                                    |                                                     |

### Futurs serveis ferroviàris
| Serveis de llarga distància | Serveis de llarga distància   | Serveis de llarga distància                                     | Serveis de llarga distància                                                                                    | Serveis de llarga distància |
| Empresa                     | <<                            | >>                                                              | Parades intermèdies                                                                                            | Inici del servei            |
| --------------------------- | ----------------------------- | --------------------------------------------------------------- | --- | --------------------------- |
| ÖBB (NightJet)              | terminal                      | Zúric                                                           | Barcelona-La Sagrera, Girona, Perpinyà, Narbona, Montpeller, Bellegarde-sur-Valserine, Ginebra, Lausana, Berna | Indefinit                   |
| ÖBB (NightJet) / Iryo       | terminal/Barcelona-La Sagrera | Frankfurt                                                       | Girona, Montpeller, Avinyó, Lió, Estrasburg, Karlsruhe, Heidelberg, Mannheim                                   | Indefinit                   |
| Iryo                        | terminal/Barcelona-La Sagrera | París-Lió                                                       | Girona, Montpeller, Avinyó, Lió                                                                                | Indefinit                   |
| Iryo                        | terminal/Barcelona-La Sagrera | Ginebra                                                         | Girona, Montpeller, Avinyó, Lió                                                                                | Indefinit                   |
| Iryo / ÖBB (NightJet)       | terminal/Barcelona-La Sagrera | Roma                                                            | Girona, Montpeller, Avinyó, Marsella, Niça, Gènova, Florència                                                  | Indefinit                   |
| ÖBB (NightJet)              | Cartagena                     | Montpeller                                                      | Alacant, València, Barcelona Sants, Barcelona-La Sagrera, Girona                                               | Indefinit                   |
| European Sleeper            | terminal/Barcelona-La Sagrera | Brussel·les/Amsterdam                                           | - | Indefinit                   |
| / ICE                       | terminal/Barcelona-La Sagrera | Berlín                                                          | Montpeller, Lió, Mulhouse, Estrasburg, Karlsruhe, Mannheim, Frankfurt, Erfurt                                  | Indefinit                   |
| / ICE                       | terminal/Barcelona-La Sagrera | Amsterdam                                                       | Montpeller, Lió, París-CDG, Brussel·les, Anvers, Rotterdam                                                     | Indefinit                   |
| Serveis de mitja distància  |                               |                                                                 | |                             |
|                             | terminal/Barcelona-La Sagrera | Aeroport de Girona                                              | Directe | 2026                        |
| / Iryo / Ouigo              | terminal/Barcelona-La Sagrera | València/Alacant (altres destinacions del corredor mediterràni) | Tarragona | 2027                        |
| Serveis de curta distància  |                               |                                                                 | |                             |
| RENFE/FGC                   | terminal/Barcelona-La Sagrera | Aeroport T1                                                     | Directe | 2024                        |

## Estació de Metro de Barcelona

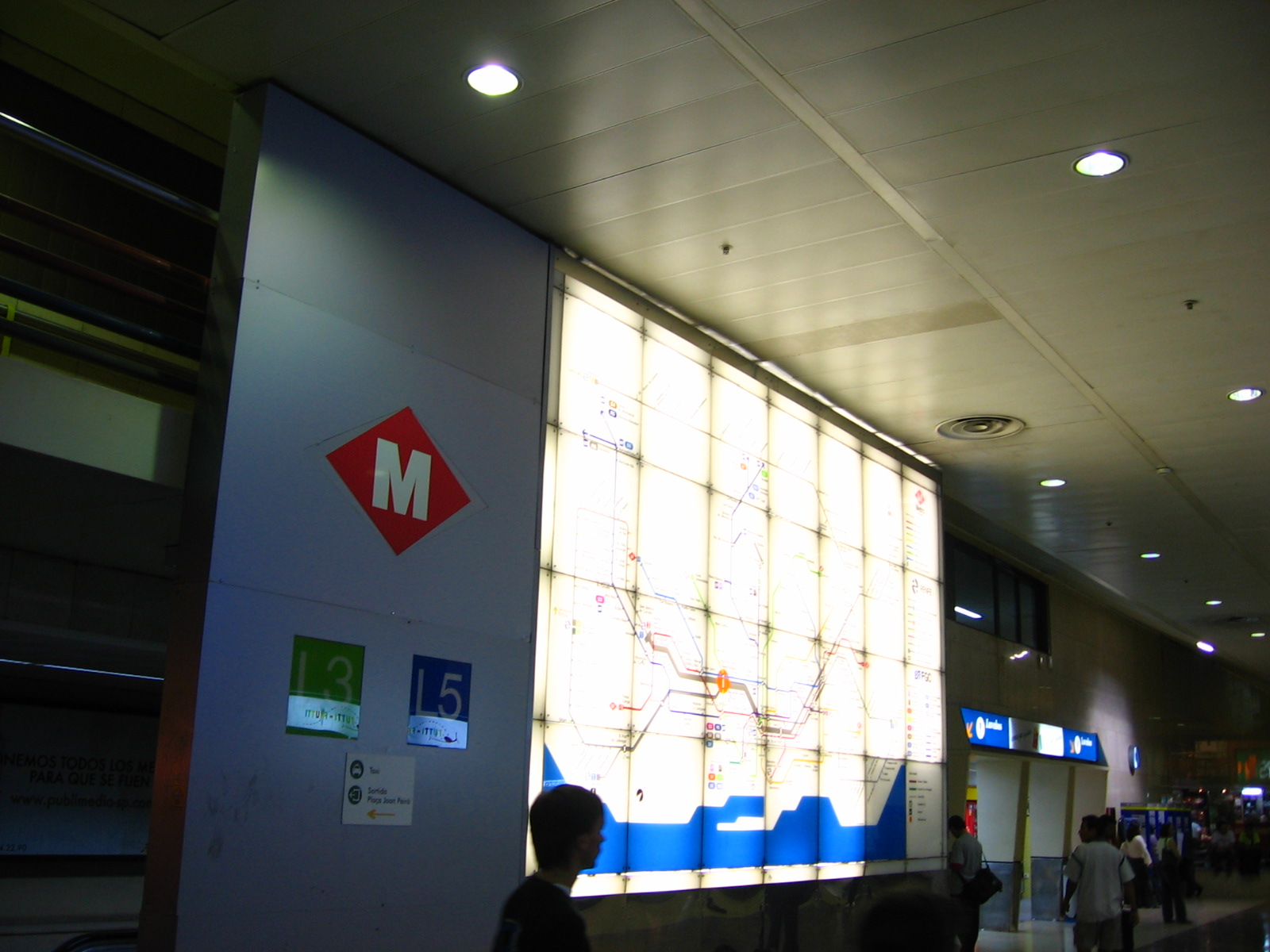
Accés a l'estació de Metro de Sants-Estació, des de l'estació de tren d'ADIF

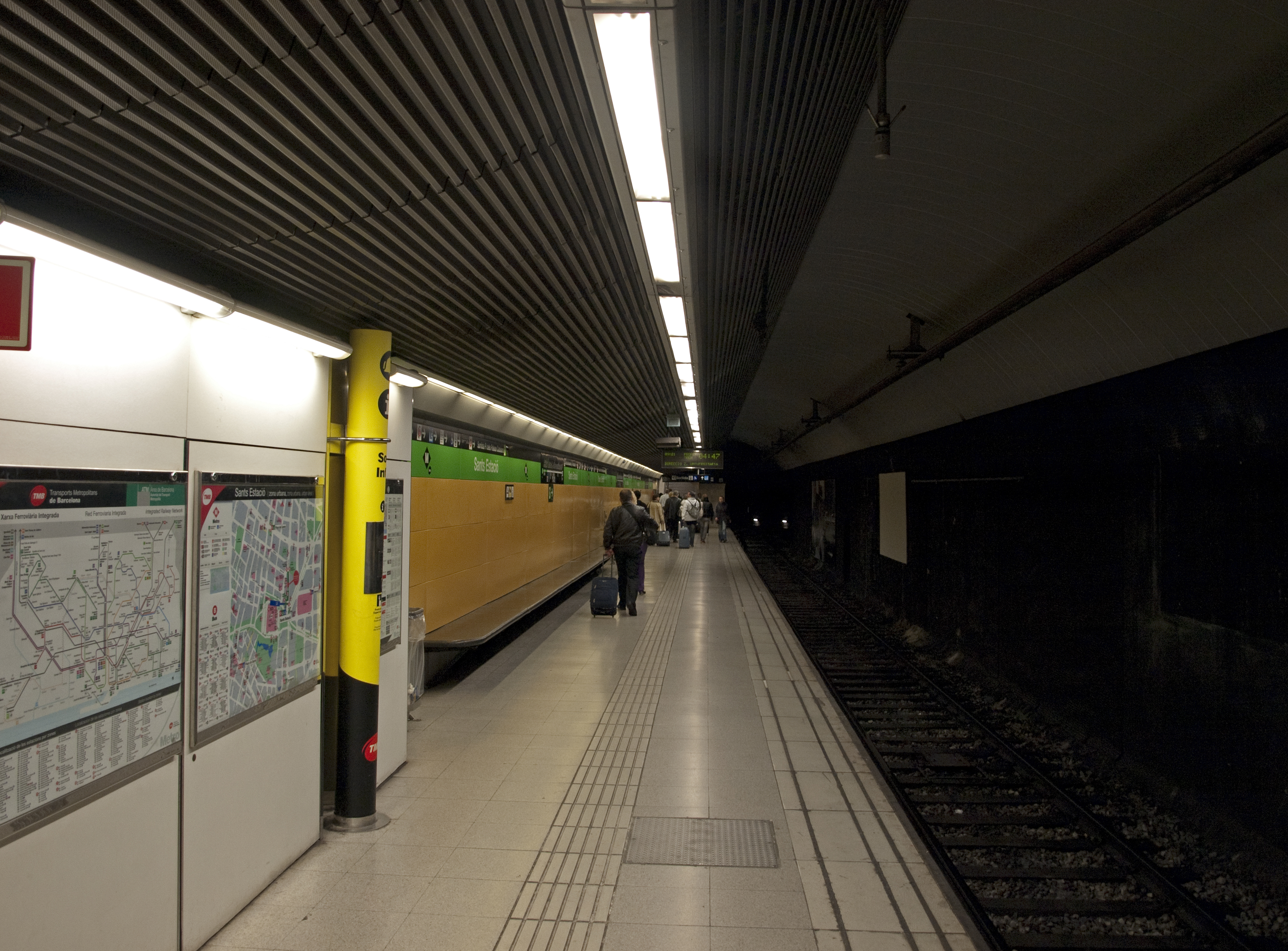
Estació de la L3

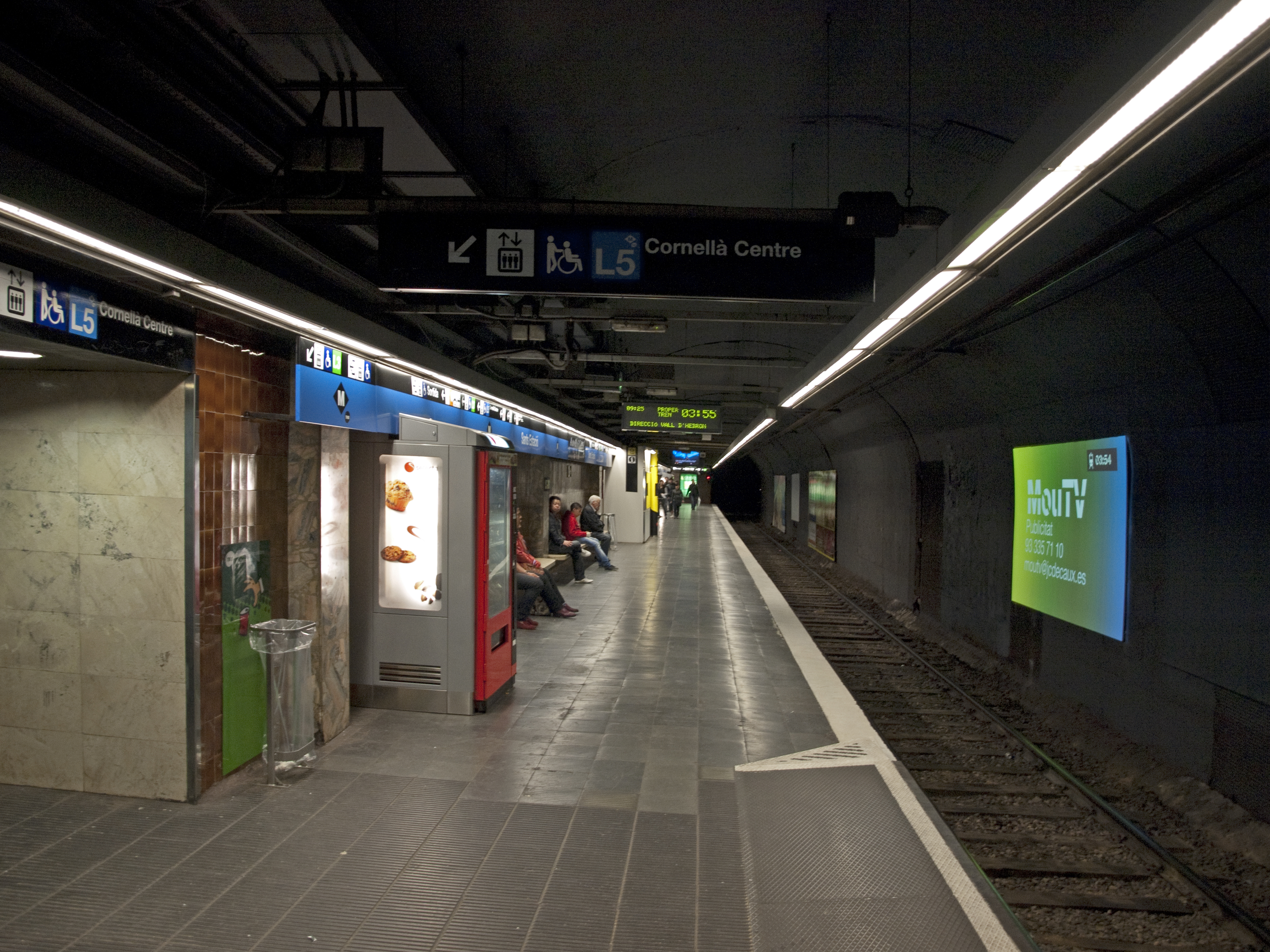
Estació de la L5

- Línia 3 Zona Universitària - Trinitat Nova
- Línia 5 Cornellà Centre - Vall d'Hebron

A Sants-Estació (denominada així a Metro) hi conflueixen les línies 3 i 5 del Metro de Barcelona. S'hi pot accedir des de la mateixa terminal ferroviària o bé a través de l'accés del carrer Numància.
| Metro de Barcelona     |                  |       |           |                        |
| Procedència/Destinació | <                | Línia | >         | Procedència/Destinació |
| Zona Universitària     | Plaça del Centre |       | Tarragona | Trinitat Nova          |
| Cornellà Centre        | Plaça de Sants   |       | Entença   | Vall d'Hebron          |

## Oferta de serveis d'autobús

### Autobús urbà TMB
| Línia | <<                  | >>                  |
| ----- | ------------------- | ------------------- |
| D40   | Pl. Espanya         | Via Favència        |
| V7    | Pl. Espanya         | Sarrià              |
| 27    | terminal            | Roquetes            |
| H10   | Badal               | Olimpic de Badalona |
| L94   | terminal            | Castelldefels       |
| 78    | terminal            | Sant Joan Despí     |
| 109   | Hospital clínic     | Pol. Zona Franca    |
| 115   | Bordeta (Bus Barri) | Bordeta (Bus Barri) |

### Autobús interurbà
Línia A1 (Aerobús)
Línia CJ (Ciutat de la Justícia)

## Obres
Després de l'arribada de L'AVE a l'estació de Sants, les obres necessàries per reformar l'estació i l'entorn d'aquesta no han arribat. En diverses ocasions el govern espanyol s'ha compromès a invertir a través de Foment, però aquests diners no han arribat i la situació de l'estació més important de Barcelona impacienta a viatgers i veïns. Les darreres notícies que ha donat foment van més encaminades a acabar les obres de l'altra estació, la Sagrera, que ha finalitzat les que hi ha al districte de Sants.

## Notícies
- L'Organització de Consumidors i Usuaris de Catalunya exigeix millores en el servei de rodalies de RENFE Arxivat 2007-10-12 a Wayback Machine., maig del 2005
- El Congrés aprova una moció de CiU que obliga a Renfe a millorar el servei de rodalies, 29 de novembre del 2005.
- Unes obres a l'estació de Sants causaran restriccions nocturnes a cinc línies durant tres mesos[Enllaç no actiu], 2 d'abril del 2007.